# مردم روس

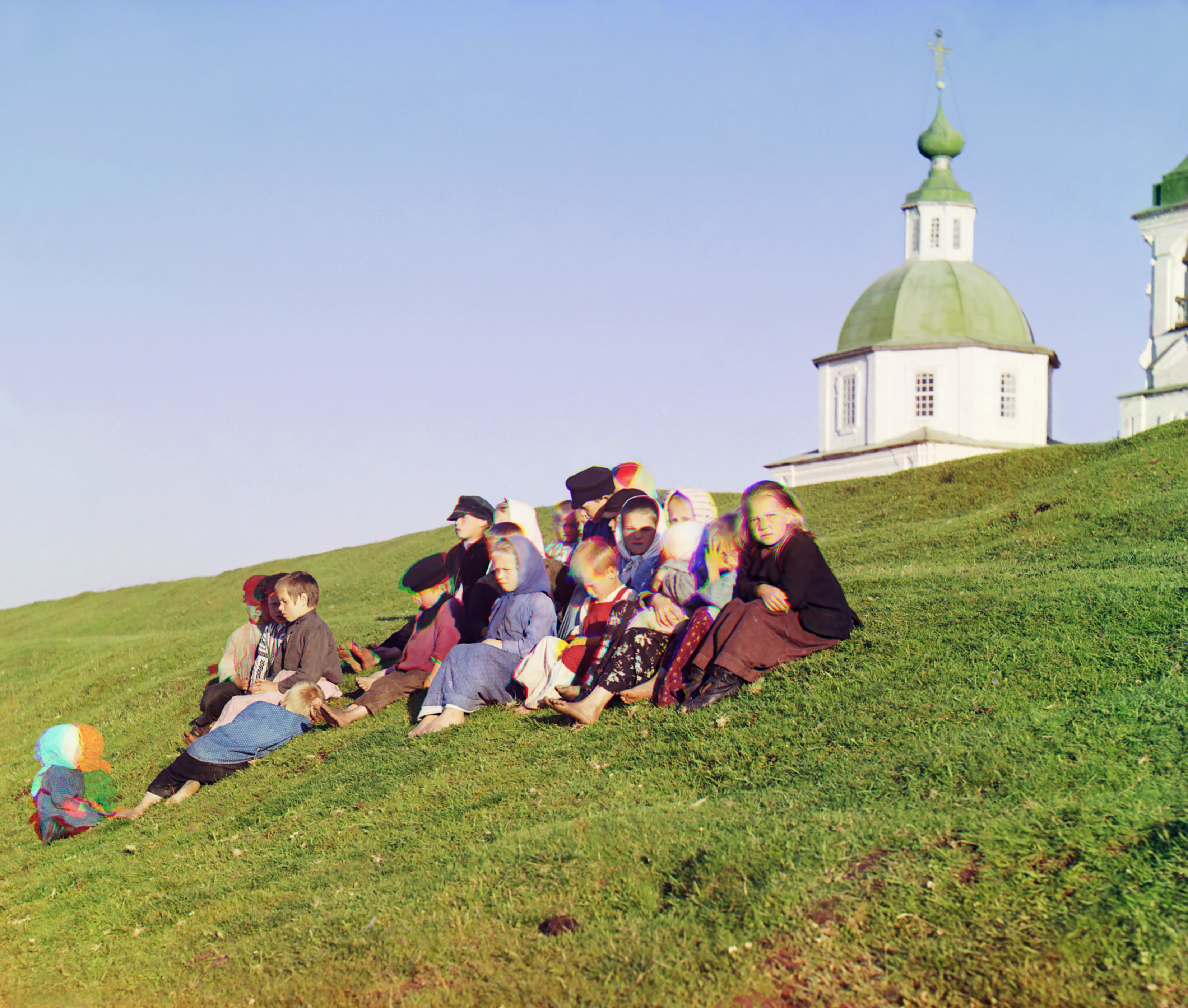
گروهی از کودکان روس

روس‌ها یا مردم روس (به روسی: русские، آوانگاری: روسکیه) گروهی قومی از اسلاوهای شرقی‌اند که خاستگاهشان اروپای شرقی است. آنها به‌طور عمده در روسیه و کشورهای همسایه سکونت دارند و نام کشور روسیه نیز برگرفته از نام همین قوم است. روس‌ها به زبان روسی سخن می‌گویند که خود زبانی اسلاوی است. همین زبان مادری مشترک در کنار مسیحیت ارتدکس که از سده پنجم هجری در میان روس‌ها رواج یافت، آنان را به هم پیوند می‌دهد.
از ۲۵۸ میلیون روسی‌زبان در سراسر جهان ۱۳۴ میلیونشان تبار روسی دارند. این گروه قومی با جمعیت ۱۱۵٬۸۸۹٬۱۰۷ تن در روسیه که با احتساب روس‌های دیگر کشورها به ۱۵۰ میلیون تن می‌رسد هم، پرجمعیت‌ترین قوم اسلاو و هم پرجمعیت‌ترین ملت اروپا هستند. جمعیت بزرگی از روس‌ها در کشورهای پساشوروی زندگی می‌کنند. نیز جماعت بزرگی از کوچندگان روس، چه روسی‌زبان و چه جز آن، که آمارشان ۲۰ تا ۳۰ میلیون برآورد می‌شود، در سراسر جهان، به ویژه در ایالات متحد، آلمان، برزیل و کانادا پراکنده‌اند.
روس‌ها از قبیله‌های اسلاوی شرقی برآمده‌اند و فرهنگ نیاکانشان ریشه در روس‌های کیفی دارد و بیش از همه با اقوام اوکراینی و بلاروسی نزدیکند.

## واژه‌شناسی
در پارسی واژه روس هم برای اشاره به شهروندان روسیه و هم برای اشاره به روس‌تباران به کار می‌رود؛ حال آنکه در روسی برای این دو مفهوم دو واژه جدا هست؛ یکی русские (روسکیه) که به‌چم «روس‌تبار» یا «از قوم روس» است و دیگری россияне (روسیانه) که به‌چم «روسیه‌ای» است و برای اشاره به شهروندان روسیه فارغ از قومیتشان به‌کار می‌رود.
واژه روس از نام مردمان روس برگرفته شده‌است اما روشن نیست که نام همان مردمان روس از کجا آمده‌است. مشهورترین نگره این است که واژه روس همچون نام «روتسی» که فنلاندی‌ها به سوئد داده‌اند، در زبان‌های ژرمنی برگرفته از اصطلاح «-rods» در زبان نورس باستان است؛ به‌چم «مردانی که قایق می‌رانند»؛ به این قرینه که قایقرانی شیوه اصلی رفت‌وآمد در رودهای اروپای شرقی بود.
بر اساس دیگر نگره‌ها نام روس از اصطلاح * roud-s-ь (از ریشه *rъd-/ *roud-/ *rуd-) در زبان نیااسلاوی برگرفته شده‌است که با رنگ سرخ (مو) یا از هندوایرانی ruxs/roxs - (روشن) مرتبط است. نیز ارتباطات زبانی دیگری با باشندگان جنوب اوراسیا مانند شهر روسه در بلغارستان یا البروس در ناحیه فدرالی قفقاز شمالی هست؛ همچنین با نام رود رُس در اوکراین.
پیش از انقلاب ۱۹۱۷ مقامات روسیه هرگز مردم را «روس» نمی‌خواندند و به جایش عنوان «روس‌های بزرگ» را به کار می‌بردند که یعنی بخشی از همه روس‌ها، یعنی همه اسلاوهای شرقی.
از سده‌های نخستین پس از اسلام نزد جغرافی‌دانان ایرانی روس‌ها از دیگر اسلاوها جدا شده بودند. ایشان اسلاو را «سقلاب» و در جمع «سقالبه» یا «صقالبه» می‌گفتند. نویسنده حدود العالم در نیمه دوم سده چهارم هجری ایشان را متمایز کرده‌است.
 روس ناحیتی است که مشرق وی کوه بجناک است و جنوب وی رود روتا است و مغرب وی صقلاب است و شمال وی ویرانی شمال است— حدودالعالم
صقلاب ناحیتی است مشرق وی بلغار اندرونی است و بعضی از روس و جنوب وی بعضی از دریای کرز است و بعضی از روم و مغرب وی و شمال وی همه بیابان‌های ویرانی شمال است… و بعضی به روسیان مانند.— حدودالعالم

## پیشینه
روس‌ها از اقوام ساکن در اوراسیا هستند که به خانواده قومی و زبانی اسلاو تعلق دارند اما خود به تیره‌های پرشماری بخش‌بندی می‌شوند که آن‌ها را در دو گروه بزرگ روس‌های شمالی و جنوبی می‌گنجانند. زبان ایشان نیز اگرچه روسی است اما گویش‌های زیادی دارد و به‌طور کلی گویش‌های شمالی روسی از گویش‌های جنوبی متفاوت است. مطالعات ژنتیکی نشان داده که مردم روس از نظر ژنتیک تفاوت چندانی با اوکراینی‌ها، لهستانی‌ها و اسلوونیایی‌ها ندارند. همچنین برخی پژوهشگران مانند زلنین بر این باورند که مردم شمال روسیه به اوکراینی‌ها و بلاروس‌ها نزدیک‌تر هستند تا به روس‌های جنوبی. همچنین در شمال روسیه مردم روس از نظر ژنتیکی به اقوام اورالی نزدیکی زیادی نشان می‌دهند و این احتمالاً نشان‌گر این است که بسیاری از اورالی‌ها که ساکنان منطقه شمالی اوراسیا بوده‌اند و امروزه در فنلاند و مجارستان و استونی و برخی دیگر از مناطق شمالی روسیه به‌سر می‌برند، تحت تأثیر همگون‌سازی قومی روس‌های مهاجر قرار گرفته باشند و این به این معنی است که بسیاری از روس‌های ساکن مناطق شمالی در اصل روس نیستند.

## جمعیت
روس‌ها با نزدیک به ۱۴۰میلیون تن از پرجمعیت‌ترین اقوام جهان‌اند. نزدیک به ۱۱۶ میلیون تن از روس‌ها ساکن کشور روسیه و نزدیک به ۱۶ میلیون تن دیگر در کشورهای همسایه ساکن‌اند. نیز قریب چهارونیم میلیون روس در سایر نقاط جهان به ویژه قاره آمریکا و استرالیا به‌سر می‌برند.

## فرهنگ و مذهب مردم روس

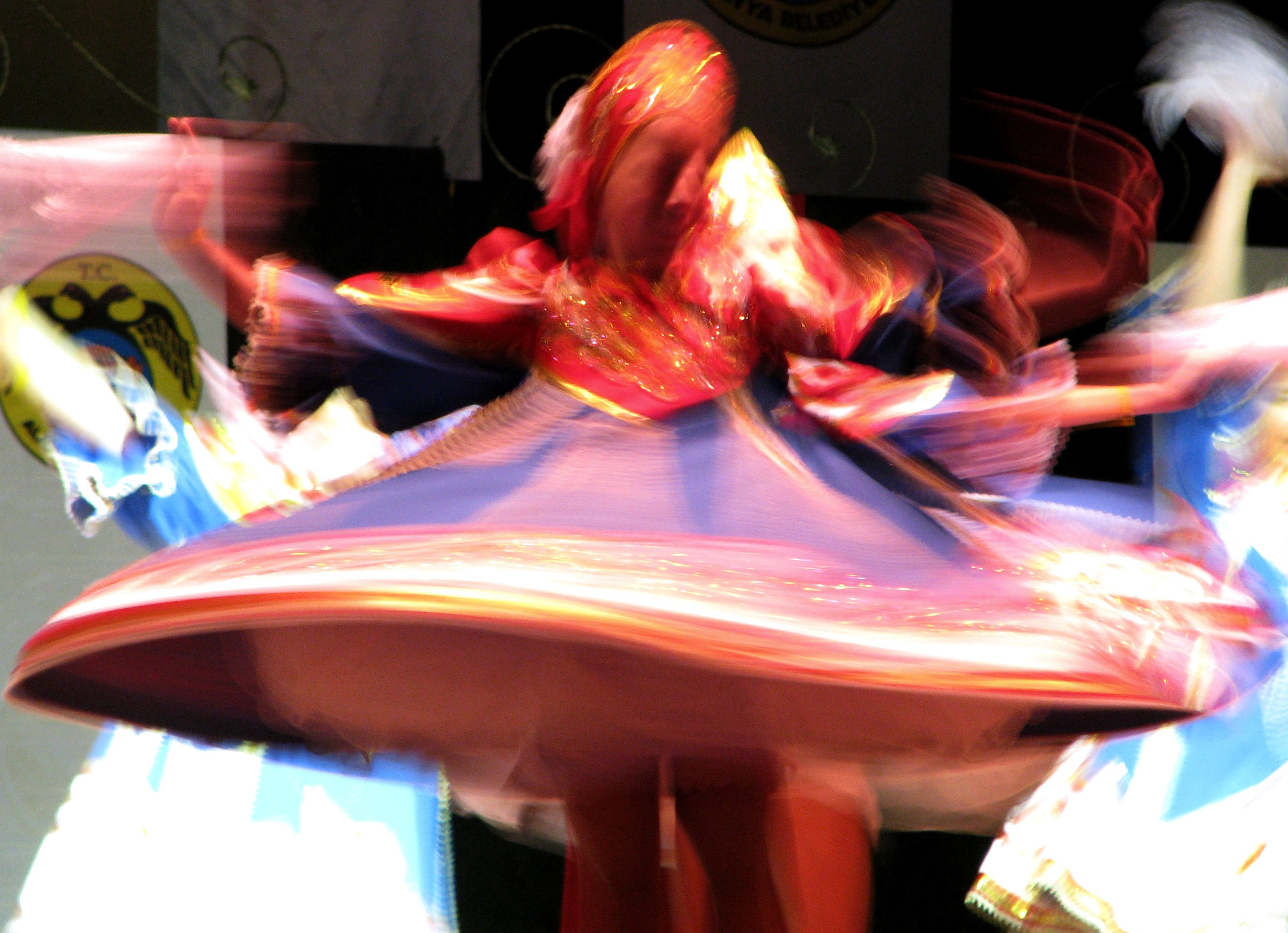
یک دختر روس با لباس بومی در حال رقصیدن به رقص محلی روسی

فرهنگ روس‌ها در حقیقت از فرهنگ اسلاوهای شرقی ریشه می‌گیرد که در نظر مسیحیان رومی پگان و کافر قلمداد می‌شدند. در شکل‌گیری اولیه هویت قومی و فرهنگی مردم روس اقوام دیگر تأثیرات بسزایی گذاشتند. از میان این اقوام می‌توان به اورالی‌ها و وایکینگ‌ها اشاره نمود. در اواخر هزاره یکم (میلادی) اقوام روس مسیحی شده و به مذهب ارتودوکس شرقی گرویدند. پس از سقوط قسطنطنیه در اواخر قرن پانزدهم میلادی روسیه بزرگترین پایگاه مذهب ارتدکس باقی ماند. از دیدگاه دیگر روسیه از نظر فرهنگی نیز تحت تأثیر اروپا قرار گرفت و این تأثیرات پس از اصلاحات اساسی پطر کبیر بیشتر و بیشتر شد. فرهنگ روس به‌دنبال آن از حالت سنتی و شرقی خود به‌سوی فرهنگ غربی گرایید و در ابتدای قرن بیستم هم تغییرات اساسی بسیاری نمود که علت آن انقلاب بلشویکی سال ۱۹۱۷ روسیه و سلطه کمونیسم برای مدت هفتاد سال بر این کشور بود. روسیه در برخی مسائل فرهنگی مانند ادبیات، فلسفه، موسیقی کلاسیک، نقاشی، سینما، رقص، تئاتر و پویانمایی صاحب سبک می‌باشد.
کارل مارکس، بنیان‌گذار مارکسیسم، در مورد روس‌ها گفته است: «سیاست امپراتوری روسیه تغییرناپذیر است. ممکن است روش‌ها و تاکتیک‌ها و مانورهایش تغییر کنند اما ستاره‌ی راهنمای آن ــ سیاست تسلط بر جهان ــ همواره درخشان خواهد ماند.»

## سرشناسان روس

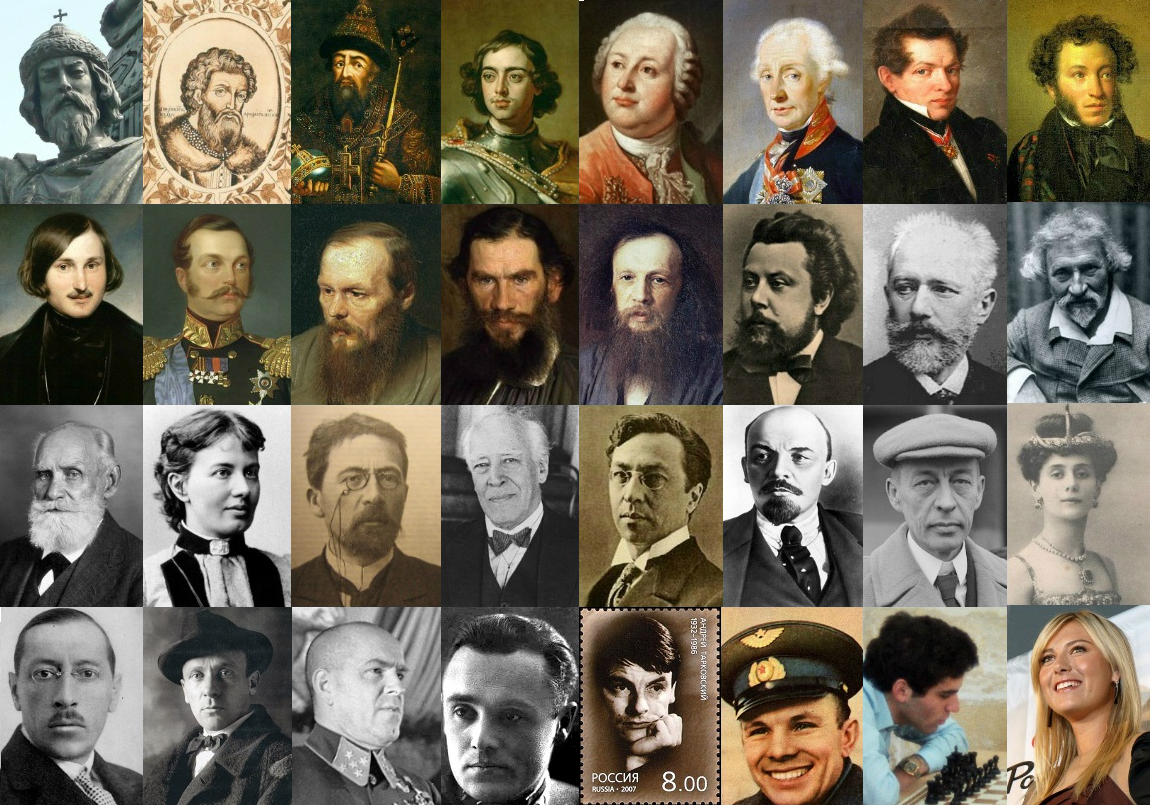
افراد سرشناس روس

روس‌ها فهرست قابل ملاحظه‌ای از افراد مشهور تاریخ را دارند.
در زمینه ادبیات از مشاهیر روس می‌توان به لئو تولستوی، فئودور داستایوفسکی، ماکسیم گورکی، ولادیمیر مایاکوفسکی، بوریس پاسترناک، آنتوان چخوف، آلکساندر پوشکین، میخائیل بولگاکف، آنا آخماتووا و ولادیمیر ناباکوف، نیکلای گوگول اشاره نمود.
در زمینه موسیقی کلاسیک نیز روس‌ها چهره‌های سرشناسی مانند سرگئی پروکفیف، پیوتر ایلیچ چایکوفسکی، نیکولای ریمسکی-کورساکف، دمیتری شوستاکوویچو سرگئی راخمانینف ارائه کرده‌اند.
در زمینه نقاشی نیز می‌توان از ایلیا رپین نام برد.
در زمینه علوم و دانشمندان بزرگ روس نیز نام‌های دمیتری مندلیف، ایوان پاولف، نیکلای ایوانویچ لباچفسکی، نیکلای پیروگوف، کنستانتین تسیولکوفسکی، آلکساندر میخایلوویچ پروخورف، جرج گاموف، ولادیمیر زورکین، آندره ساخاروف، سرگئی کارالیوف، پیوتر کاپیتسا و ایگور سیکورسکی قابل ذکر هستند.